# Francisco J. Ayala
Pour les articles homonymes, voir Ayala.
Francisco José Ayala Pereda (né le 12 mars 1934 à Madrid et mort le 5 mars 2023 en Californie) est un biologiste de l'évolution et philosophe hispano-américain qui a longtemps enseigné à l'université de Californie à Irvine et à l'université de Californie à Davis,. 
Il est un ancien prêtre dominicain, ordonné en 1960  mais a quitté la prêtrise la même année. Après avoir obtenu son diplôme de l'université de Salamanque, il s'installe aux États-Unis en 1961 pour faire un doctorat à l'université Columbia. Là, il a étudié pour son doctorat sous la direction de Theodosius Dobjansky, diplômé en 1964. Il est devenu citoyen américain en 1971.
Il a été président et président du conseil d'administration de l'Association américaine pour le progrès de la science. À l'université de Californie à Irvine, il a pour nominations universitaires notamment Professeur d'université et Professeur Donald Bren de sciences biologiques, écologie et de biologie évolutive (École des sciences biologiques), professeur de philosophie (Faculté des sciences humaines), et professeur de logique et de la philosophie des sciences (École des sciences sociales).
Le 1er juillet 2018, Francisco J. Ayala a officiellement démissionné de l'université de Californie à Irvine en raison de plaintes de harcèlement sexuel fondées. Son nom a été supprimé de l'École des sciences biologiques (en), de la bibliothèque scientifique, ainsi que de diverses bourses d'études supérieures, programmes de bourses d'études et chaires dotées. Les détails des accusations ont été rendus publics en ligne le 20 juillet 2018 dans un rapport d'enquête détaillé de 97 pages détaillant le harcèlement sexuel survenu dès 2003 et jusqu'en 2018.

## Biographie

### Jeunesse et études
Francisco J. Ayala est né de Francisco Ayala et de Soledad Pereda. Il est ordonné prêtre dominicain en 1960. Il quitte la prêtrise la même année. Après avoir obtenu un premier diplôme à l'université de Salamanque, il est admis à l'université Columbia en programme doctorale. Son directeur de thèse est Theodosius Dobjansky. Il obtient son doctorat en 1964. Il obtient la nationalité américaine en 1971.

### Carrière
Francisco J. Ayala est connu pour ses recherches sur la génétique des populations et de l'évolution, et a été appelé « l'homme de la Renaissance de la biologie de l'évolution ». Ses « découvertes ont ouvert la voie à de nouvelles approches en matière de prévention et de traitement des maladies qui touchent des centaines de millions d'individus dans le monde », notamment en démontrant que la reproduction de Trypanosoma cruzi, l'agent de la maladie de Chagas, est principalement le produit du clonage, et que seul un petit nombre de clones est à l'origine de la majeure partie de cette maladie sud-américaine répandue et essentiellement incurable qui affecte de 16 à 18 millions de personnes .
Il a siégé au conseil consultatif de la désormais défunte Campagne pour la défense de la constitution (en), une organisation qui a milité en faveur de la séparation de l'Église et de l'État. Il a publiquement critiqué les restrictions imposées par les États-Unis au financement fédéral de la recherche sur les cellules souches embryonnaires. Il est également critique du créationnisme et des théories du design intelligent, affirmant qu’elles ne sont pas seulement de la pseudoscience, mais qu’elles sont également mal comprises du point de vue théologique. Il suggère que la théorie de l'évolution résout le problème du mal, constituant ainsi une sorte de théodicée,,. Bien qu'Ayala ne discute généralement pas de ses opinions religieuses, il a déclaré que « la science est compatible avec la foi religieuse en un Dieu personnel, tout-puissant et bienveillant ». Il a également servi brièvement, en 1960, en tant que prêtre dominicain. Ayala ne dit pas s'il reste un croyant religieux, ne voulant pas être « marqué d'un côté ou de l'autre ».
Il a assisté au symposium Beyond Belief: Science, Religion, Reason and Survival (Au-delà des croyances) en novembre 2006. Ayala a débattu en novembre 2009 avec l'apologiste chrétien William Lane Craig sur le thème du design intelligent.
Le 18 octobre 2011, l'Université de Californie à Irvine (UCI) a annoncé que le professeur Ayala ferait un don de 10 millions de dollars à la School of Biological Sciences de l'université. Le don devait représenter "1 million de dollars par an pour la prochaine décennie" .
Depuis 2013, Ayala est inscrit au conseil consultatif du Centre national pour l'éducation scientifique.

### Enquête sur le harcèlement sexuel et démission
En juin 2018, l'UCI a annoncé qu'elle avait enquêté et confirmé les accusations de quatre femmes qui avaient affirmé qu'Ayala les avait harcelées sexuellement. Ayala a démissionné, sans devenir professeur émérite, et l'université a retiré son nom de l'École des sciences biologiques, de la bibliothèque scientifique et a doté des chaires portant le nom d'Ayala,. Le rapport complet de l'enquête a été rendu public (puis retiré plus tard à la demande des personnes proches du dossier) sur le site de la revue Science, détaillant plusieurs incidents de commentaires sexistes et inappropriés, et les actions envers professeures et étudiants. L’ Association américaine pour le progrès de la science lui a retiré son statut de boursier en raison de ses actes.

### Vie privée
À la fin des années 1960, Francisco J. Ayala rencontre Mary Henderson. Ils se marient le 27 mai 1968. Ils eurent deux fils: Francisco José (né en 1969) et Carlos Alberto (né en 1972). Leur mariage a pris fin par un divorce, et en 1985, il a épousé une écologiste nommée Hana Ayala (née Lostakova),. Ils vivaient à Irvine en Californie.

## Prix et distinctions
En 2001, Francisco J. Ayala a reçu la National Medal of Science. Le 13 avril 2007, il a reçu la première des 100 médailles du bicentenaire à l'Université Mount Saint Mary pour y avoir été conférencier en tant que premier présentateur de la série de conférences distinguées du bicentenaire. Sa conférence s'intitulait « Les fondements biologiques de la moralité ». Il a également reçu la médaille d'or honoraire Gregor Mendel de l'Académie tchèque des sciences, la médaille d'or de l'Accademia Nazionale dei Lincei, la médaille d'or de la Stazione Zoologica de Naples, le prix du président de l' Institut américain des sciences biologiques, le prix de la liberté scientifique et de la responsabilité et la médaille du 150e anniversaire du leadership de l'AAAS, la médaille du Collège de France, la médaille UCI de l'Université de Californie, le prix du scientifique distingué 1998 décerné par le SACNAS et le prix William Procter de Sigma Xi pour Réalisation scientifique, 2000. En 2010, il a reçu le prix Templeton. La bibliothèque scientifique de l'UCI a été nommée en son honneur de 2010 à 2018, date à laquelle son nom a été radié à la suite d'allégations de harcèlement sexuel avérées,. Lors de la cérémonie du prix Trotter en 2011, Ayala a prononcé une conférence intitulée "Le cadeau de Darwin à la science et à la religion". En 2014, l’UCI a nommé son école de sciences biologiques l’École de sciences biologiques Francisco J. Ayala d’après Ayala. L'UCI a retiré son nom de la bibliothèque et de l'école en 2018.
Francisco J. Ayala a été élu membre de l'Académie américaine des arts et des sciences en 1977. Il est membre de l'Académie nationale des sciences des États-Unis et de la Société américaine de philosophie. Il est également membre étranger de l'Académie des sciences de Russie, de l'Accademia Nazionale dei Lincei à Rome, de l'Académie royale des sciences d'Espagne, de l'Académie des sciences du Mexique et de l'Académie serbe des sciences et des arts. Il a des diplômes honorifiques de l'université d'Athènes, de l'université de Bologne, de l'université de Barcelone, de l'université des îles Baléares, de l'université de León, de l'université autonome de Madrid, de l'université de Salamanque, de l'université de Valence, de l'université de Vigo, l'université fédérale d'Extrême-Orient, l'université Masaryk et l'université de Varsovie.

## Publications
Francisco J. Ayala a publié 950 publications et 30 livres. Les livres publiés incluent :
- Ayala, FJ Evolution, Explanation, Ethics and Aesthetics: Towards a Philosophy of Biology. Presse académique: 2016.  (ISBN 9780128036938).
- Ayala, FJ Am I a Monkey: Six Big Questions About Evolution. Johns Hopkins University Press: Baltimore, MD, États-Unis d'Amérique 2010.
- Ayala, FJ et Robert Arp (en), éds. Contemporary Debates in Philosophy of Biology. Wiley-Blackwell: Londres, 2009.  (ISBN 978-1-4051-5998-2).
- Avise, JC et FJ Ayala, eds. In the Light of Evolution: Adaptation and Complex Design. Presse de la National Academy: Washington, DC. 2007.  (ISBN 978-0-309-10405-0).
- Camilo José Cela Conde (en) et FJ Ayala. Human Evolution. Trails from the Past. Oxford University Press: Oxford, 2007.
- Ayala, FJ Darwin et le Directeur général. Creacionismo, Cristianismo y Evolución . Alianza Editorial : Madrid, Espagne, 231 pages , 2007.
- Ayala, Darwin’s Gift to Science and Religion. Joseph Henry Press: Washington, DC, xi + 237 p. 2007
- Ayala, FJ La Evolución de un Evolucionista. Escritos Seleccionados. Université de Valence: Valence, Espagne, 441 p. 2006.  (ISBN 84-370-6526-7).
- Ayala, FJ Darwin and Intelligent Design. Fortress Press: Minneapolis, MN, xi + 116 p. 2006.
- Ayala, FJ et CJ Cela Conde. La piedra que se volvió palabra. Las claves evolutivas de la humanidad. Alianza Editorial: Madrid, Espagne. 184 pp. 2006  (ISBN 84-206-4783-7).
- Hey, J., WM Fitch et FJ Ayala, éds. Systematics and the Origin of Species. On Ernst Mayr’s 100th Anniversary. Presse des académies nationales: Washington, DC. xiii + 367 pp. 2005  (ISBN 0-309-09536-0).
- Franz M. Wuketits (en) et FJ Ayala, eds. Handbook of Evolution: The Evolution of Living Systems (Including Hominids), volume 2 . Wiley-VCH: Weinheim, Allemagne. 292 pp. 2005.  (ISBN 978-3-527-61971-9).
- Ayala, FJ Le Ragioni dell 'Evoluzione . Di Renzo Editore: Rome. 109 p. 2005.
- Ayala, FJ Human Evolution: Biology, Culture, Ethics. Dans: JB Miller, ed., The Epic of Evolution. Science and Religion in Dialogue (Pearson Education, Inc.: Upper Saddle River, New Jersey), p. 166–180. 2004.